# فریهیل
longitudeفریهیلlatitudeفریهیل
فریهیل (به انگلیسی: Ferryhill) یک شهرک در بریتانیا است که در کانتی دورهام واقع شده‌است.

## خصوصیات
فریهیل ۱۱٬۶۵۱ نفر جمعیت دارد.